# キラー・フィルムズ
キラー・フィルムズ （Killer Films）は、ニューヨークを拠点とするインデペンデント映画製作会社。1995年、映画プロデューサーのクリスティーン・ヴェイコンとパメラ・コフラーによって設立された当社は、アカデミー賞を受賞した『ボーイズ・ドント・クライ』や、アカデミー賞にノミネートされた『エデンより彼方に』等多くのインデペンデント映画の制作に携わってきた。また映画以外にも、トッド・ヘインズが手掛けたテレビドラマ『ミルドレッド・ピアース 幸せの代償』（全5話）の制作にも携わった。2005年、設立10周年を記念してニューヨーク近代美術館から祝辞が送られた。

## フィルモグラフィ

### 映画
- ポイズン Poison（1991）
- 恍惚 Swoon（1992）
- GO fish Go Fish（1994）
- SAFE Safe（1995）
- KIDS/キッズ Kids（1995）
- I SHOT ANDY WARHOL I Shot Andy Warhol（1996）
- オフィスキラー Office Killer（1997）
- ハピネス Happiness（1998）
- ベルベット・ゴールドマイン Velvet Goldmine（1998）
- TABOO タブー I'm Losing You（1998）
- ボーイズ・ドント・クライ Boys Don't Cry（1999）
- クライム・アンド・パニッシュメント Crime and Punishment in Suburbia（2000）
- ヘドウィグ・アンド・アングリーインチ Hedwig and the Angry Inch（2001）
- ストーカー　One Hour Photo（2001）
- エデンより彼方に Far From Heaven（2001）
- パーティ★モンスター Party Monster（2002）
- キャンプ  Camp（2003）
- ア・ダーティ・シェイム　A Dirty Shame（2004）
- イノセント・ラブ A Home at the End of the World（2004）
- ベティ・ペイジ The Notorious Bettie Page（2005）
- アイム・ノット・ゼア I'm Not There（2007）
- アメリカン・クライム An American Crime（2008）
- いとしい人 Then She Found Me（2008）
- 美しすぎる母 Savage Grace（2008）
- 汚れなき情事 Cracks（2009）
- カイロ・タイム ～異邦人～ Cairo Time（2009）
- カリフォルニア・ガール 〜禁じられた10代〜 Dirty Girl（2010）
- ドラゴンスレイヤー Dragonslayer（2011）
- チェイス・ザ・ドリーム At Any Price（2012）
- ラスト・スキャンダル〜あるハリウッドスターの禁じられた情事〜 The Last of Robin Hood（2013）
- Bluebird（2013）
- キル・ユア・ダーリン Kill Your Darlings（2013）
- トランストリップ Magic Magic（2013）
- キャロル Carol（2015）
- アリスのままで Still Alice（2015）
- トッド・ソロンズの子犬物語 Wiener-Dog（2015）
- ゴート Goat（2016）
- ライク・ア・キラー 妻を殺したかった男 A Kind of Murder（2016）
- ワンダーストラック Wonderstruck（2017）
- ベアトリス・アット・ディナー Beatriz at Dinner（2017）
- 魂のゆくえ First Reformed（2017）
- コレット Colette（2018）
- ポップスター Vox Lux（2018）
- ワールド・トゥ・カム 彼女たちの夜明け The World to Come（2020）
- Zola ゾラ Zola (2020)

### テレビシリーズ
- ミルドレッド・ピアース 幸せの代償 Mildred Pierce（2011）